# U-256
Unterseeboot 256 foi um submarino alemão do Tipo VIIC, pertencente a Kriegsmarine que atuou durante a Segunda Guerra Mundial.

## Comandantes
| Comandante                           | Data                                            |
| ------------------------------------ | ----------------------------------------------- |
| Kptlt. Odo Loewe                     | 18 de dezembro de 1941 - 30 de novembro de 1942 |
| Oblt. Wilhelm Brauel                 | 16 de agosto de 1943 - 27 de junho de 1944      |
| KrvKpt. Heinrich Lehmann-Willenbrock | 2 de setembro de 1944 - 18 de outubro de 1944   |

## Subordinação
Durante o seu tempo de serviço, esteve subordinado às seguintes flotilhas:
| Período                                      | Flotilha                                  |
| -------------------------------------------- | ----------------------------------------- |
| 18 de dezembro de 1941 - 31 de julho de 1942 | 8. Unterseebootsflottille (treinamento)   |
| 1 de agosto de 1942 - 5 de outubro de 1944   | 9. Unterseebootsflottille (serviço ativo) |

## Operações conjuntas de ataque
O U-256 participou das seguinte operações de ataque combinado durante a sua carreira:
- Rudeltaktik Steinbrinck (7 de agosto de 1942 - 11 de agosto de 1942)
- Rudeltaktik Lohs (11 de agosto de 1942 - 25 de agosto de 1942)
- Rudeltaktik Igel 2 (3 de fevereiro de 1944 - 17 de fevereiro de 1944)
- Rudeltaktik Hai 1 (17 de fevereiro de 1944 - 22 de fevereiro de 1944)
- Rudeltaktik Preussen (22 de fevereiro de 1944 - 13 de março de 1944)